# 수퍼비의 랩 학원
《수퍼비의 랩 학원》은 영앤리치 유튜브 채널에서 2019년 6월부터 2019년 8월까지 방영되었던 래퍼 오디션 프로그램이다. 우승자는 영앤리치 스몰즈 크루에 입단하여 6개월 간 수퍼비의 노하우를 전수받을 수 있다. 6단계로 이루어진 오디션과 1차례의 패자부활전을 거쳐 수학자가 우승하여 영앤리치 스몰즈 크루에 입단했다.

## 사전 심사
참가자는 각자 지원 영상을 유튜브에 올려야 한다. 유튜브 조회수 상위 10명은 자동으로 1차 예선으로 진출하고, 나머지 참가자들은 심사위원들의 영상 심사를 거친다.

## 1차 예선
6월 2일과 6월 6일에 나누어 생방송으로 실시했다. 참가자는 심사위원 앞에서 자신의 랩을 선보여야 하며, 심사위원이 각 참가자들에게 결과를 개별 통보한다. 총 44팀이 합격했다.

## 2차 예선
1:1 대결로 진행되며 심사위원들의 투표 결과 이긴 쪽만 다음 라운드로 진출한다. 총 22팀이 합격했다. 지한얼과 문익수의 대결은 통편집되었으며, 지한얼이 이긴 것으로 확인되었다.
- 1위 : 이정빈, 호미들, 강서빈, 송경원, 김승희, 김은지, 오승훈, 이정완, 김경재, 나상욱

## 패자부활전
심사위원들은 탈락자 중 패자부활전 참가자 11명을 선별했다. 심사위원들은 이들의 경연에 각각 점수를 매겨, 합산 점수 상위 3명이 부활하게 된다. 그 결과, 13점을 받은 이동석, 11점을 받은 한상엽, 최호택이 부활하게 되었다.

## 3차 예선
영앤리치 비트에 자신의 랩을 녹음하여 영앤리치에 보내는 방식으로 진행되었다. 총 12팀이 다음 라운드로 진출하게 되었다.

## 세미파이널
각 참가자들의 경연 결과 점수가 가장 높은 6팀이 다음 라운드로 진출하게 되어 있었으나, 공동 6위가 나온 관계로 7팀이 결승에 진출하게 되었다.
- 1위 : 이동석

## 파이널
세미파이널과 같은 방식으로 진행되며 생방송으로 진행된다. 가장 높은 점수를 받는 1팀이 우승함과 동시에 영앤리치 스몰즈에 입단하게 된다. 이동석이 우승했다.

## 결과
| 순위       | 이름             | 예명                     | 소속사           | 소속그룹                 |
| ---------- | ---------------- | ------------------------ | ---------------- | ------------------------ |
| 1위        | 이동석           | 수학자, 前999 nilbog     | G.M.S.P          | 영앤리치스몰즈           |
| Top7 (2위) | 채강민 (호미들)  | Louie, 前Louiegodamnshit | Yng&Rich         | 호미들, 前영앤리치스몰즈 |
| Top7 (2위) | 안상진 (호미들)  | Chin, 前chin120          | Yng&Rich         | 호미들, 前영앤리치스몰즈 |
| Top7 (2위) | 조강희 (호미들)  | CK, 前c_k_thin           | Yng&Rich         | 호미들, 前영앤리치스몰즈 |
| Top7 (3위) | 임승한           | 노로베인                 |                  |                          |
| Top7 (4위) | 나상욱           | SEPTEMVER                |                  |                          |
| Top7 (5위) | 강서빈           | 영챈스                   |                  | SFAM                     |
| Top7 (6위) | 이상현           | 블랑                     |                  |                          |
| Top7 (7위) | 조승환           | 키츠요지, 前조이스틱     | LBNC             | 호프갱, 더이살           |
| Top12      | 송경원           | 케이제이                 | HASHTAG          |                          |
| Top12      | 박하얀           | 하얀, 前하양             | 前크리에이티브수 | 前러브어스               |
| Top12      | 이정완           | DEEPIN                   |                  |                          |
| Top12      | 김시우, 前김민서 | 로보베르디               | 前PRVTC, 前DVIN  | NOFF                     |
| Top12      | 박예림           | 케리건 메이              | 前PRVTC, 前DVIN  |                          |
| Top24      | 이정빈           | 제이웨이비               |                  |                          |
| Top24      | 오승훈           | 332pp, 前존나스트롱      |                  |                          |
| Top24      | 박유랑           | 쿠페                     |                  |                          |
| Top24      | 지한얼           | 대디보이                 |                  |                          |
| Top24      | 김승희           | 44MAGNUMB                |                  | DTB                      |
| Top24      | 김경재           | echowave                 | 루미넌트         |                          |
| Top24      | 한상엽           | 반도키드                 | 언더바           |                          |
| Top24      | 김은지           | 사츠키                   |                  |                          |
| Top24      | 옥가향           | 前Desprado, 前향가       |                  |                          |
| Top24      | 최호택           | 독버섯, 前포이즌머쉬룸   |                  |                          |
| Top24      | 박승민           | 릴 키득, 前키득키득      |                  | 김치힐갱                 |
| Top24      | 정하연           | 할린                     |                  |                          |
| Top44      | 김정준           | ZIDOK                    |                  | 감귤서리단, MO'STARZ     |
| Top44      | 정형남           | 빛날사내, 前검산동       |                  | WYN                      |
| Top44      | 고수희           | 고하이                   |                  |                          |
| Top44      | 박대선           | Artist 빡대              |                  |                          |
| Top44      | 강여름           | CACTUS                   |                  |                          |
| Top44      | 이찬희           | 왈로                     | 디핀칼즈         |                          |
| Top44      | 김근수           | 근수                     |                  |                          |
| Top44      | 하진수           | 란치아, 前OvO            |                  | D.O.G                    |
| Top44      | 김성근           | 랩퍼성큰                 |                  |                          |
| Top44      | 김선우           | SEMEIK                   |                  | Lil KIDZ                 |
| Top44      | 권혁준           | Ray Kwon                 |                  | 스톤레이크               |
| Top44      | 김재욱           | 피사                     |                  |                          |
| Top44      | 임예빈           | 예예빈                   | 스톤쉽           |                          |
| Top44      | 장승훈           | 연산군                   |                  |                          |
| Top44      | 유양인           | 양인                     |                  |                          |
| Top44      | 이주엽           | 나스카 리                |                  |                          |
| Top44      | 장성원           | 바이시오                 |                  | VICEO X DOPENG           |
| Top44      | 정준호           | 오엘                     |                  |                          |
| Top44      | 김성원           | 슬리피                   | PVO, 前TS        | 언터쳐블, PVO            |
| Top44      | 문익수           | 이시모                   |                  |                          |